# Conus aratus
Conus aratus é uma espécie de gastrópode do gênero Conus, pertencente a família Conidae.